# Tygodnik Poznański
Tygodnik Poznański – tygodnik naukowo-literacki i informacyjny, ukazujący się w Poznaniu w latach 1862–1863.
Czasopismo ukazywało się z inicjatywy Władysława Nehringa, a redaktorem naczelnym był Kazimierz Szulc. Pismo publikowało teksty popularyzatorskie, zarówno naukowe, jak i literackie, a także informacje bieżące. Miało orientację wyraźnie słowianofilską.